# Eu Sei que Vou Te Amar
Eu Sei que Vou Te Amar é um filme brasileiro de 1986, do gênero drama, dirigido e escrito por Arnaldo Jabor. Conta a história de um casal que decide fazer um jogo da verdade sobre a história da vida deles, um para o outro, em uma espécie de sessão de psicanálise filmada. É protagonizado por Fernanda Torres e Thales Pan Chacon.
O filme participou do tradicional Festival de Cannes, onde foi selecionado para a mostra principal, concorrendo à Palma de Ouro de Melhor Filme. Fernanda Torres recebeu o prêmio de melhor interpretação feminina em Cannes, tornando-se a primeira atriz brasileira a vencer esse que é um dos mais prestigiados prêmios de cinema do mundo. Foi lançado comercialmente em 17 de abril de 1986.

## Sinopse
Um jovem casal que se uniu quando ainda eram jovens tem um filho e se separam após dois anos. Após estarem separados por três meses, eles marcam de se reencontrar e decidem, durante duas horas, realizar um jogo da verdade sobre tudo o que já lhes aconteceu ao longo da vida, numa espécie de psicanálise filmada. Trata-se de uma filmagem do que seria um filme sobre o amor.

## Elenco
- Fernanda Torres ... Ela
- Thales Pan Chacon ... Ele

## Produção
O filme foi rodado no Rio de Janeiro tendo como cenário uma casa projetada pelo arquiteto Oscar Niemeyer, em 1948. A direção de fotografia é de Lauro Escorel Filho e os figurinos foram planejados pela jornalista e estilista Glória Kalil. É uma produção entre os estúdios Sagitário Produções Cinematográficas e Embrafilme.

## Lançamento
O filme foi lançado nos cinemas em 17 de abril de 1986. Após o lançamento comercial, percorreu por alguns festivais de cinema fora do país. Foi selecionado para a mostra principal do Festival de Cannes, sendo exibido em 9 de maio de 1986. No mesmo ano, ainda foi exibido no Canadá durante o Toronto International Film Festival, em setembro, e em Portugal, durante o Tróia - II Festival Internacional de Cinema, que ocorreu em novembro. Também foi lançado nos cinemas da extinta União Soviética.

## Recepção

### Prêmios e indicações
| Ano  | Festival                                  | Prêmio         | Categoria                     | Recipiente             | Resultado | Ref.  |
| ---- | ----------------------------------------- | -------------- | ----------------------------- | ---------------------- | --------- | ----- |
| 1986 | Festival de Cannes                        | Palma de Ouro  | Melhor Filme                  | Eu Sei Que Vou Te Amar | Indicado  | [ 5 ] |
| 1986 | Festival de Cannes                        | Palma de Ouro  | Melhor Interpretação Feminina | Fernanda Torres        | Venceu    | [ 6 ] |
| 1987 | Festival Internacional de Cinema da Índia | Pavão de Prata | Melhor Atriz                  | Fernanda Torres        | Venceu    | [ 7 ] |